# Acrapex subalbissima
Acrapex subalbissima is een vlinder van de familie van de uilen (Noctuidae). De wetenschappelijke naam van deze soort is voor het eerst voorgesteld door Emilio Berio in een publicatie uit 1973.

## Verspreiding
De soort komt voor in Tanzania.

## Waardplanten
De rups leeft op Imperata cylindrica (Poaceae).